# Carpelimus moluccanensis
Carpelimus moluccanensis – gatunek chrząszcza z rodziny kusakowatych i podrodziny kozubków.
Gatunek ten opisany został po raz pierwszy w 2020 roku przez Michaiła Gildienkowa na łamach „Russian Entomological Journal”. Jako lokalizację typową wskazano Tilopę koło Loleo w dystrykcie Weda Selatan, w kabupatenie Halmahera Tengah w indonezyjskiej prowincji Moluki Północne. Epitet gatunkowy odnosi się do miejsca typowego.
Chrząszcz o wydłużonym ciele długości 1,8 mm, lekko błyszczącym, ubarwionym ciemnobrązowo z żółtobrązowymi odnóżami i nasadami czułków, porośniętym jasnymi i krótkimi szczecinkami. Głowa jest szersza niż dłuższa, u nasady szczególnie szeroka, w części szyjnej wyraźnie zwężona, drobno i gęsto punktowana, o zaokrąglonych skroniach, półtorakrotnie dłuższych od nich, dużych i wypukłych oczach złożonych, zaopatrzona w dość długie czułki z członami od pierwszego do trzeciego wydłużonymi, od czwartego do siódmego słabiej wydłużonymi, od ósmego do dziesiątego tak długimi jak szerokimi, a jedenastym stożkowatym. Przedplecze jest drobno, delikatnie i bardzo gęsto punktowane, a na jego dysku znajduje się mały, podłużnie owalny wcisk w części środkowo-przedniej, para wcisków pośrodku i para szerokich, półksiężycowatych wcisków u podstawy, które to razem formują motylkowaty wzór. Boki przedplecza są na przedzie zaokrąglone, a dalej proste. Owalne wciski zdobią tarczkę. Pokrywy są pokryte drobnymi, delikatnymi i gęsto rozmieszczonymi punktami. Powierzchnia odwłoka jest delikatnie szagrynowana.
Owad endemiczny dla indonezyjskiej wyspy Halmahera w archipelagu Moluków. Zamieszkuje nizinne lasy pierwotne.